# Grupo de Artillería 10
El Grupo de Artillería 10 "Tte. Grl. Bartolomé Mitre" (GA 10) es una unidad de artillería del Ejército Argentino con asiento en el cuartel militar de Junín, Provincia de Buenos Aires, y que pertenece a la X Brigada Mecanizada "Tte. Grl. Nicolás Levalle", en el marco de la Fuerza de Despliegue Rápido.
Este GA, bajo la denominación GA 101, fue una unidad con participación en el Conflicto del Atlántico Sur de 1982. El grupo de artillería envió una batería de artillería CITER 155 mm para reforzar el dispositivo del GA 3 en Puerto Argentino.
Actualmente, el grupo es acompañado por la compañía Rosales, comandado por el Teniente de primera clase Agustin B. Albornoz.

## Origen

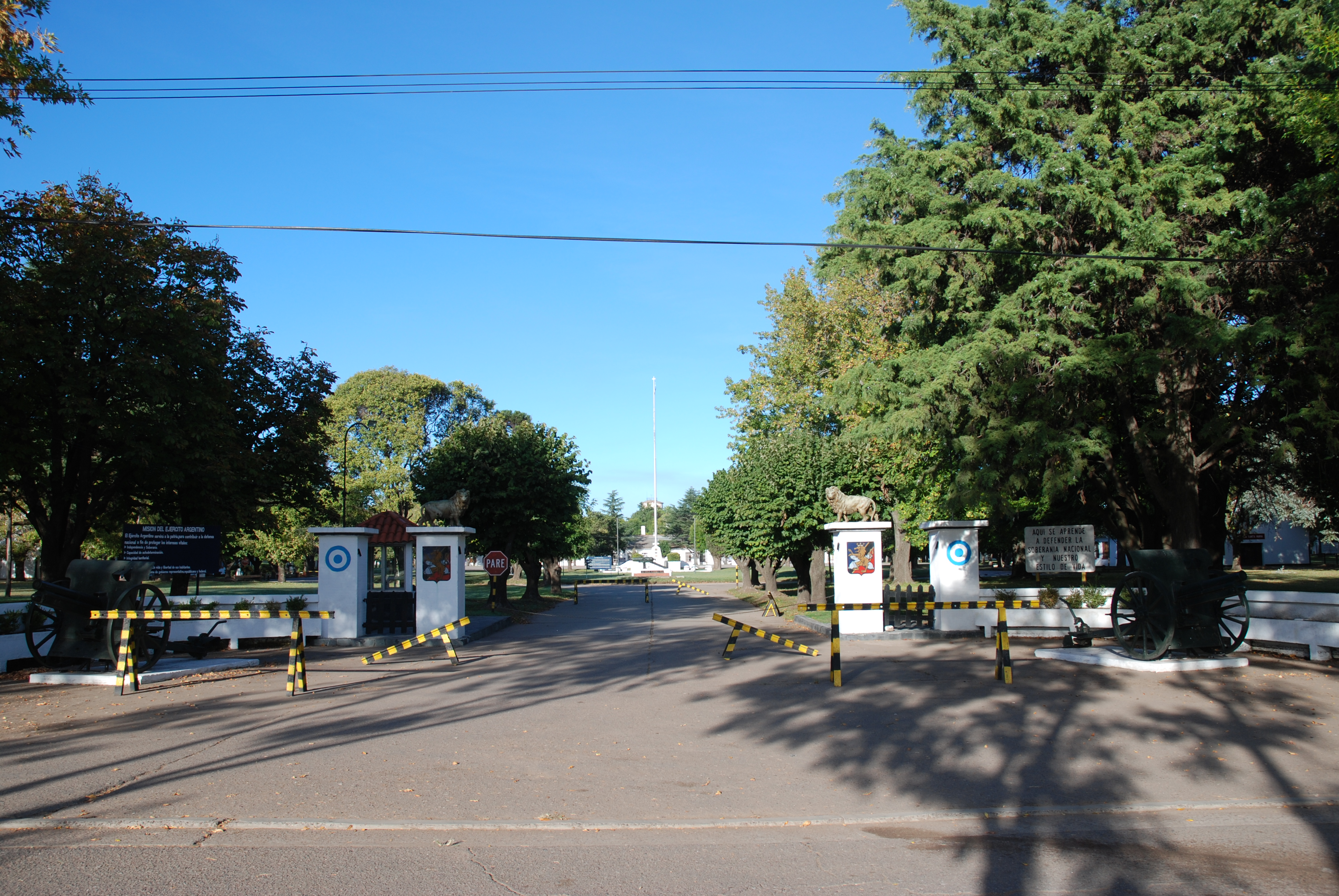
Entrada al Grupo de Artillería 10.

Fue creado el 16 de noviembre de 1964 como «Grupo de Artillería 101», integrando las formaciones del Comando del I Cuerpo de Ejército. Al año siguiente adoptó el nombre histórico «Teniente General Bartolomé Mitre».

## Historia operativa

### Operativo Independencia
El Grupo de Artillería 101 integró el Agrupamiento A que se desplazó a la provincia de Tucumán por orden del Comando General del Ejército para reforzar la V Brigada de Infantería que llevaba adelante el Operativo Independencia. El Agrupamiento A se turnaba con los Agrupamientos B y C, creados para el mismo fin.

### Operación Soberanía
En 1978, el Grupo de Artillería 101 se desplazó por vía aérea y marítima a Río Gallegos (Santa Cruz), alistando sus piezas de artillería. No llegaron a entrar en combate, gracias a una oportuna mediación del papa Juan Pablo II, lográndose resolver el conflicto en el campo diplomático.
Poco después, y en el marco de la modernización del material de artillería del Ejército, el 15 de junio de 1980 la unidad recibió los nuevos CITER 155 mm de fabricación nacional, reemplazando al antiguo Schneider.

### Guerra de las Malvinas

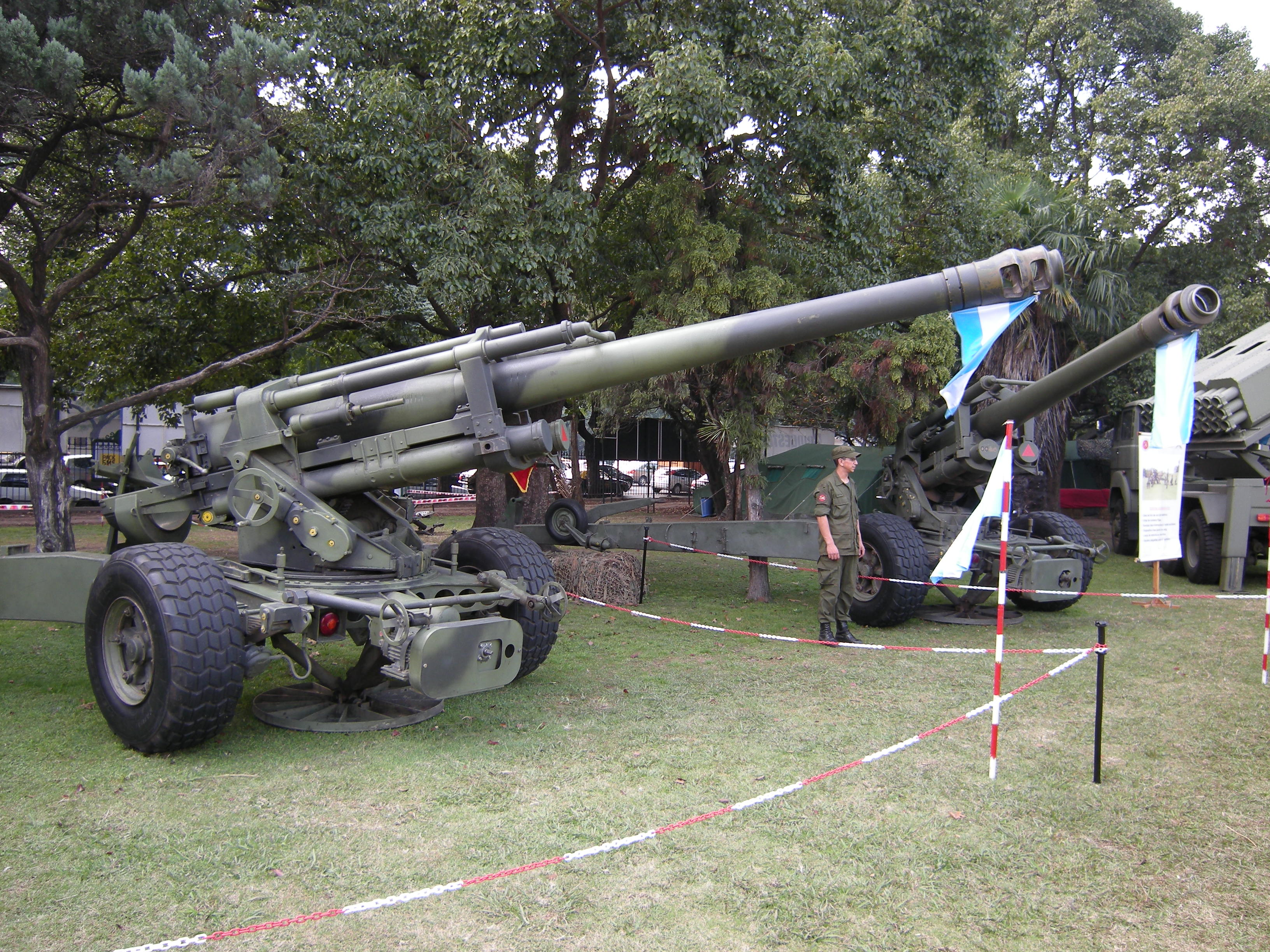
Cañones CITER 155 mm.

El 14 de abril de 1982, el Grupo de Artillería 101 partió por vía ferroviaria hasta la localidad de San Antonio Oeste (Río Negro) y luego por carretera hasta la localidad de Comandante Luis Piedrabuena (Provincia de Santa Cruz). El 13 de mayo, parte de la Batería de Tiro «C» cruzó hacia las islas y ocupó posiciones en Puerto Argentino y Cerro Zapador. La subunidad estaba integrada por 2 oficiales, 3 suboficiales y 21 soldados, y contaba con dos cañones 155 milímetros.
El bautismo de fuego se produjo el 14 de mayo de 1982, cuando entraron en acción las piezas de artillería fabricadas íntegramente en Argentina. Siguieron en operación hasta agotar la munición en la madrugada del 14 de junio, día en que finaliza el conflicto.
Como consecuencia de las acciones de combate, resultaron heridos el cabo primero Omar Alberto Liborio y los soldados clase '62 Aníbal Santiago Hernández, Carlos Adrián Polo, Walter Rubén Ferrer, Julio César Báez y Aldo Darío López. El soldado clase '62 Raúl Oscar Wuldrich recibió la Medalla al Valor en Combate por su destacada actuación.

### Posguerra
Entre los años 1984 y 1987, la unidad recibe los nuevos cañones CITER 155 mm, también de fabricación argentina, convirtiéndose en una de las Unidades de Artillería de mayor potencia de fuego del Ejército Argentino.
En 1985 se disolvió el I Cuerpo de Ejército y el Grupo de Artillería 101 pasó a depender del V Cuerpo de Ejército.

### Actualidad

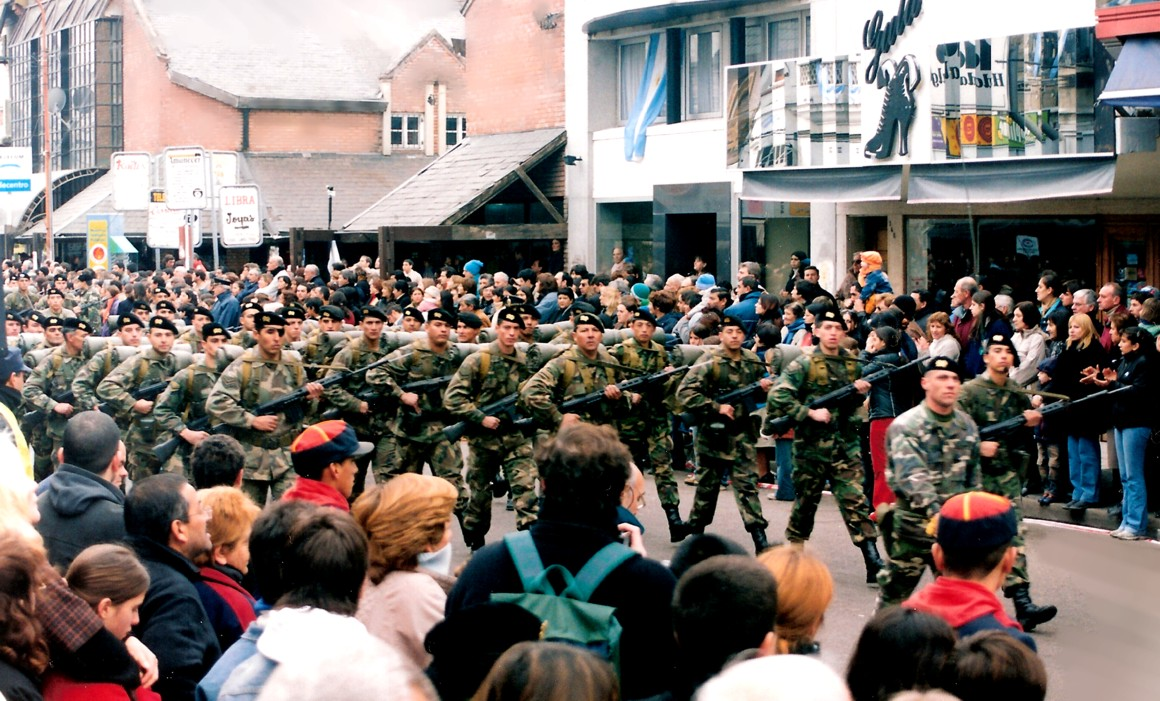
Desfile de efectivos del Grupo de Artillería 10 en el centro de Junín, conmemorando el Día de la Independencia el 9 de julio de 2004.

En 1992 la unidad pasó a la órbita de la X Brigada Mecanizada, con asiento en la ciudad de Santa Rosa (Provincia de La Pampa), constituyéndose en su principal elemento de apoyo de fuego.
El 1 de mayo de 1996 adquirió el nombre Grupo de Artillería 10 «Teniente General Bartolomé Mitre».
Durante el año 2001, la unidad movilizó personal y medios a la zonas de la provincia de Buenos Aires que se vieron afectadas por inundaciones. Los municipios que requirieron el apoyo fueron Alberti, Carlos Casares, Junín, 9 de Julio, Leandro N. Alem, General Villegas, Florentino Ameghino, General Pinto, Lincoln, Bragado y Carlos Tejedor.
En el marco del acuerdo firmado entre el Instituto Nacional de Servicios Sociales para Jubilados y Pensionados (PAMI) y el Ejército Argentino, el Grupo de Artillería 10 formó parte de una campaña de distribución de 36 400 vacunas antigripales en 51 partidos de la provincia de Buenos Aires, recorriendo más de 5000 km
Durante el año 2010, el GA 10 comenzó la distribución de 3000 netbooks correspondientes al programa ConectarIgualdad.com.ar, destinadas a alumnos y docentes, en el marco de un convenio entre el Ministerio de Defensa, el Ministerio de Educación y ANSES.
A comienzos de 2011 comenzó a compartir los predios de la Guarnición Militar Junín con el recientemente creado Grupo de Artillería de Sistemas de Lanzadores Múltiples 601, en formación, el cual está equipado con el sistema CP-30 de 127 milímetros. En septiembre de ese año, brindó apoyo de fuego con una batería de sus cañones en el nuevo ejercicio conjunto Unidef.
La Unidad tiene una destacada participación en la ciudad de Junín y su amplia zona de influencia. Una de las vías de acercamiento a la comunidad se realiza a través de su Banda Militar «Curupaytí».

## Condecoraciones
El 28 de febrero de 1995, la Bandera de Guerra de la unidad es condecorada con la «Medalla de Campaña», por la destacada actuación que le cupo a los integrantes de la Batería de Tiro «C» «Malvinas», durante el conflicto con el Reino Unido. La ceremonia fue presidida por el jefe del Estado Mayor General del Ejército teniente general Martín Antonio Balza. La medalla tiene la inscripción «Combatió con gloria por la libertad y el honor argentino».
El 29 de junio de 1997, la unidad es nuevamente condecorada con la «Medalla de Reconocimiento del Gobierno y el Pueblo de la Provincia de Buenos Aires», en una ceremonia realizada en la localidad de Vedia y presidida por el gobernador de la Provincia de Buenos Aires, Eduardo Duhalde.

## Centro educativo
Dentro del predio de la unidad se encuentra el Centro Educativo «Teniente General Pablo Riccheri», que permite optimizar las tareas de formación y perfeccionamiento de sus efectivos, de acuerdo con el perfil del soldado siglo XXI dispuesto por la conducción del Ejército Argentino.
Agrupa e integra distintas facilidades educativas vinculadas con el adiestramiento y los cursos en el ámbito del ejército, dentro de los cuales se destacan el sistema integrado para la dirección del tiro, la observación y el planeamiento del apoyo de fuego.